# Discografia dei Triumph

## Album in studio
| Anno | Informazioni                                                                 | Classifica | Classifica | Classifica | Classifica | Certificazioni | Certificazioni |
| Anno | Informazioni                                                                 | CAN        | SWE        | UK         | US         | CAN            | US             |
| ---- | ---------------------------------------------------------------------------- | ---------- | ---------- | ---------- | ---------- | -------------- | -------------- |
| 1976 | Triumph - Pubblicato: 13 ottobre 1976 - Etichetta: RCA Records               | —          | —          | —          | —          |                |                |
| 1977 | Rock and Roll Machine - Pubblicato: 3 novembre 1977 - Etichetta: RCA Records | 19         | -          | —          | 182        | Platino        |                |
| 1979 | Just a Game - Pubblicato: 21 luglio 1979 - Etichetta: RCA Records            | [ 8 ]      | —          | —          | 48         | Platino        | Oro            |
| 1980 | Progressions of Power - Pubblicato: 25 marzo 1980 - Etichetta: RCA Records   | [ 9 ]      | —          | 61         | 32         | Oro            |                |
| 1981 | Allied Forces - Pubblicato: 19 settembre 1981 - Etichetta: RCA Records       | [ 10 ]     | 44         | 64         | 23         | Oro            | Platino        |
| 1983 | Never Surrender - Pubblicato: 28 luglio 1983 - Etichetta: RCA Records        | 29         | 31         | —          | 26         | Oro            | Oro            |
| 1984 | Thunder Seven - Pubblicato: 10 novembre 1984 - Etichetta: MCA Records        | 43         | 43         | —          | 35         | Platino        | Oro            |
| 1986 | The Sport of Kings - Pubblicato: 11 settembre 1986 - Etichetta: MCA Records  | 33         | —          | —          | 33         | Oro            |                |
| 1987 | Surveillance - Pubblicato: 27 luglio 1987 - Etichetta: MCA Records           | 31         | —          | —          | 82         | Oro            |                |
| 1993 | Edge of Excess - Pubblicato: 12 gennaio 1993 - Etichetta: Victory Records    | —          | —          | —          | —          |                |                |

## Live
| Anno                                   | Informazioni                                                                           | Classifica | Classifica | Classifica | Classifica | Certificazioni | Certificazioni |
| Anno                                   | Informazioni                                                                           | CAN        | SWE        | UK         | US         | CAN            | US             |
| -------------------------------------- | -------------------------------------------------------------------------------------- | ---------- | ---------- | ---------- | ---------- | -------------- | -------------- |
| 1985                                   | Stages - Pubblicato: dicembre 1985 - Etichetta: MCA                                    | 33         | 13         | 15         | 50         | Oro            |                |
| 1996                                   | King Biscuit Flower Hour (In Concert) - Pubblicato: 27 febbraio 1996 - Etichetta: TML. | —          | —          | —          | —          |                |                |
| 2003                                   | Live at the US Festival - Pubblicato: 23 settembre 2003 - Etichetta: TML               | —          | —          | —          | -          |                |                |
| 2004                                   | A Night of Triumph - Pubblicato: 23 marzo 2004 - Etichetta: TML                        | —          | —          | —          | —          | Oro            |                |
| "—" denotes albums that did not chart. |                                                                                        |            |            |            |            |                |                |

## Raccolte
| 1988                                   | Classics - Pubblicato: 3 marzo 1988 - Etichetta: MCA Records                            | — | — | — | — | Platino | Oro |
| 2005                                   | Livin' for the Weekend: Anthology - Pubblicato: 27 aprile 2005 - Etichetta: MCA Records | — | — | — | — |         |     |
| 2006                                   | Extended Versions: Triumph - Pubblicato: 31 ottobre 2006 - Etichetta: TML               | — | — | — | — |         |     |
| 2010                                   | Greatest Hits Remixed - Pubblicato: 18 maggio 2010 - Etichetta: TML                     | — | — | — | — |         |     |
| "—" denotes albums that did not chart. |                                                                                         |   |   |   |   |         |     |

## Videografia
| Anno | Video                                                                           | Certificazioni |
| ---- | ------------------------------------------------------------------------------- | -------------- |
| 2003 | Live at the US Festival - Pubblicato: 2003 - Etichetta: TML - Formato: VHS, DVD |                |
| 2004 | A Night of Triumph - Pubblicato: 2004 - Etichetta: TML - Formato: VHS, DVD      |                |

## Singoli
| Anno | Titolo                 | U.S. Hot 100 | Rock |
| ---- | ---------------------- | ------------ | ---- |
| 1979 | "Hold On"              | 38           | —    |
| 1979 | "Lay It on the Line"   | 86           | —    |
| 1980 | "I Can Survive"        | 91           | —    |
| 1981 | "Fight the Good Fight" | —            | 18   |
| 1981 | "Magic Power"          | 51           | 8    |
| 1982 | "Say Goodbye"          | —            | 50   |
| 1983 | "All the Way"          | —            | 2    |
| 1983 | "Never Surrender"      | —            | 23   |
| 1983 | "A World of Fantasy"   | —            | 3    |
| 1984 | "Spellbound"           | —            | 10   |
| 1985 | "Follow Your Heart"    | 88           | 13   |
| 1986 | "Somebody's Out There" | 27           | 9    |
| 1986 | "Tears in the Rain"    | —            | 23   |
| 1987 | "Long Time Gone"       | —            | 28   |
| 1993 | "Child of the City"    | —            | 30   |